# NGC 1395
NGC 1395 је елиптична галаксија у сазвежђу Еридан која се налази на NGC листи објеката дубоког неба.
Деклинација објекта је - 23° 1' 38" а ректасцензија 3h 38m 29,6s. Привидна величина (магнитуда) објекта NGC 1395 износи 9,8 а фотографска магнитуда 10,8. Налази се на удаљености од 22,283 милиона парсека од Сунца. NGC 1395 је још познат и под ознакама ESO 482-19, MCG -4-9-39, AM 0336-231, PGC 13419.